# Ramiro Núñez de Guzmán
Ramiro Núñez Felípez de Guzmán y Guzmán (León, 1600 / 1612 - Madrid, 8 de diciembre de 1668) fue un noble y político español. Señor de la Casa de Guzmán,  II marqués de Toral, II duque de Medina de las Torres, señor de Aviados, virrey de Nápoles, lugarteniente y capitán general; yerno del conde-duque de Olivares, favorito y primer ministro de Felipe IV.
Destacó asimismo como gran coleccionista de pintura y patrón de José de Ribera y del escritor Francisco Bernardo de Quirós. 

## Biografía

### Nacimiento
Ramiro Núñez de Guzmán nació entre 1600 y 1612 en la ciudad española de León, siendo el primogénito de la rama más antigua de los guzmanes, hijo de Gabriel Núñez de Guzmán y Francisca de Guzmán y nieto de Gonzalo Núñez de Guzmán y Acuña, VIII señor de Toral y Aviados y de Juana de Guzmán y Schaumburg por línea paterna y de Ramiro Núñez de Guzmán, II señor de Montealegre y Meneses y de Mariana de Rojas y Guzmán por línea materna.

### Primeros años
Ante la ausencia de un heredero varón de Gaspar de Guzmán, conde-duque de Olivares, parecía que su hija María sería la encargada de perpetuar su linaje. Ramiro Núñez de Guzmán, II marqués de Toral (León) era un pariente remoto y desconocido que reclamaba la jefatura titular de la antigua casa de los Guzmán. Olivares llamó a la corte al niño junto a su hermana, a la que no tardó en enlazar con el condestable de Castilla, y a su madre, la marquesa viuda de Toral, que, en calidad de camarera de la reina, pudo instalarse en el Alcázar, desde donde la familia continuó recibiendo todo tipo de títulos y mercedes. De esta manera, Gaspar conseguía casar a su hija con el jefe nominal de la familia.
El 30 de diciembre de 1622 Ramiro era nombrado Caballero de la Orden de Calatrava, orden de la que llegaría a ser Comendador de Valdepeñas y Corral-Rubio.
El 10 de octubre de 1624 se firmó un contrato matrimonial entre Ramiro y María, marquesa de Eliche. Por este contrato, Ramiro Núñez tomaría el título de marqués de Eliche al casarse mientras que su mujer ostentaría el título de marquesa de Medina de las Torres y los descendientes de la unión lucirían las armas de la casa de Olivares. La boda se celebró el 9 de enero de 1625, cuatro días después de que su suegro fuera ascendido al rango de duque por Felipe IV. Ramiro pronto daría muestras de ser modelo de cortesano y rápidamente se granjeó el afecto del rey Felipe IV, con quien compartía gustos artísticos y diversiones cortesanas.
Olivares confió muy pronto en él como cuando le nombró, junto con Diego Mexía, marqués de marqués de Leganés, tratador en las Cortes de Aragón de 1626 donde acompañó al monarca español. En julio de ese mismo año moría María, a causa de un parto prematuro del cual nació una niña muerta, hecho que dejó trastornado al conde-duque. Éste suceso en lugar de suponer un distanciamiento con respecto a su yerno, se tradujo en una multiplicación de favores y cargos honoríficos que facilitaron la promoción haciéndole heredero de su mayorazgo, a menos que le naciera a él un hijo varón, y pasándole su influyente oficio palaciego de Sumiller de Corps, que aseguraba una íntima cercanía al Monarca. Además el 16 de agosto fue nombrado por matrimonio duque de Medina de las Torres y se le concedió la grandeza de España.
Al año siguiente sería elevado al  cargo de tesorero general de Aragón, situación que le permitió ejercer las funciones de presidente de dicho consejo, así como del Consejo de Italia tras la salida del conde de Monterrey hacia el virreinato de Nápoles en 1631, además de actuar como miembro del Consejo de Indias.

### Virrey de Nápoles

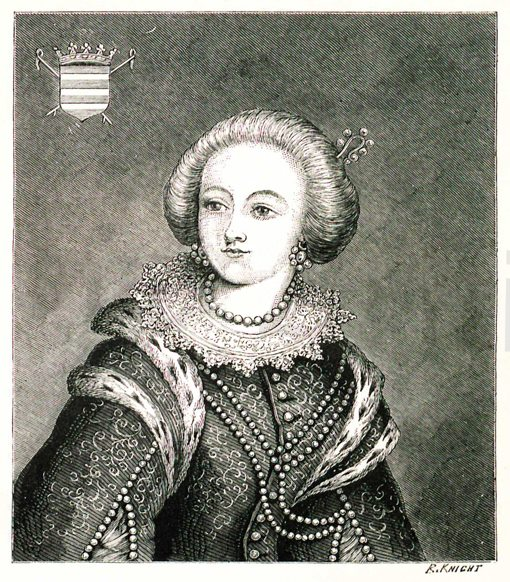
Anna Carafa, segunda mujer de Ramiro

Con el decidido apoyo del rey, Ramiro negoció su enlace matrimonial con Anna Carafa, princesa de Stigliano, quien puso como condición para el casamiento que su futuro marido residiera en Nápoles en calidad de virrey. Olivares mostró abiertamente su oposición a desalojar de dicho cargo a su cuñado sintiéndose ofendido por la insubordinación de un joven al que había sacado de la nada y al que quería mantener a su lado. Dadas las circunstancias, las negociaciones matrimoniales resultaron más complicadas de lo habitual, y su resolución tuvo que depender de las deliberaciones de una junta especialmente nombrada al efecto y de los buenos oficios del propio rey. UNa vez concluido el mandato del anterior virrey, Ramiro se puso al frente un 13 de noviembre de 1637.
A pesar del penoso estado de las finanzas, el virrey no dejó de estimular un programa de obras públicas y de transformación urbana, destinadas a poner de manifiesto la autoridad de la Corona sobre el reino de Nápoles. La apertura de la puerta de Ramiro o la creación de nuevas fuentes se sumaron a la construcción del suntuoso Palazzo Donn'Anna al inicio de la colina de Posillipo, donde se celebraban todo tipo de fiestas y de representaciones teatrales en consonancia con las pautas de la corte madrileña, en la que el marqués había destacado como uno de los más distinguidos organizadores. Desde Nápoles, Ramiro se interesó de manera personal por la adquisición de obras de arte y de todo tipo de libros y manuscritos para su imponente biblioteca.
El gobierno de Medina de las Torres en Nápoles duró hasta el 4 de mayo de 1644, y durante su mandato tuvo que hacer frente a una erupción del Vesubio en 1638, a varios terremotos que aumentaron la miseria y las epidemias entre el pueblo y a un intento de rebelión a favor de los franceses. Sin embargo, Núñez redujo algunos impuestos y embelleció Nápoles urbanísticamente, hecho del que aún habla la "via Medina" napolitana, en honor a su título de duque de Medina de las Torres.

### Caída de Olivares y últimos años
A pesar de la caída del conde-duque de Olivares en 1643, Ramiro se mantuvo en el virreinato unos años más. En este sentido Felipe IV, tras destituir a su valido, escribía a Medina de las Torres ratificándole es su puesto:

[...] vos habeis sido mi hechura por mano del conde, y que aunque él se aparte mientras durare la cura, quedo yo aquí para favoreceros y honraros como siempre, y haceros espaldas en cuanto hubiéredes menester, pues el peso del gobierno y la dirección de los gobiernos ha de ser más inmediatamente por mi persona, que faltándome el conde no me atrevo a fiar de nadie lo que de él.

Tras la muerte de Olivares surgieron los problemas en torno a su sucesión. Por una parte el condado de Olivares pasó a su sobrino, Luis de Haro (nuevo hombre fuerte de Felipe IV), mientras que el ducado de Sanlúcar la Mayor, pasó al marqués Ramiro (que había vuelto de Nápoles en 1644) tras un largo y complicado proceso en que rivalizó por el título con el marqués de Leganés.
A pesar de la excelente recepción ofrecida por el rey a la llegada de Ramiro a Zaragoza en septiembre de 1647, el Soberano le exigió que se mantuviese alejado de la corte, por lo que el marqués, que al poco tiempo perdería a su segunda esposa, permaneció en sus dominios valencianos desde donde rechazó los cargos diplomáticos que le ofrecieron para encabezar la delegación española en el Congreso de Paz de Münster o en calidad de embajador ante la Santa Sede. Aun así, Ramiro volvía a ocupar su antiguo cargo de Sumiller de Coprs para la dirección de todos los asuntos relativos a la Casa Real y el largo pleito entablado por la herencia de los títulos y posesiones del conde duque de Olivares tras la muerte de su viuda en 1647, se zanjó a favor de Ramiro, que consiguió hacerse con el título y las tierras del ducado de Sanlúcar la Mayor.
A la muerte de Luis de Haro en 1661 el monarca pasaría a ser asesorado en política exterior por Medina de las Torres y en política interior por el conde de Castrillo.
La política exterior de aquellos años, tras la firma de la Paz de los Pirineos con Francia, estuvo caracterizada por la reactivación del conflicto portugués, que tras algunos descalabros, supuso que a partir de 1664 se iniciaran contactos diplomáticos orientados a una tregua o paz, al tiempo que se constataba la inutilidad de los esfuerzos castellanos por reconquistar Portugal. El marqués se convirtió en estos años en uno de los mayores partidarios de una tregua con los lusos. 
A pesar de que el ánimo incitaba a Felipe IV a reconquistar Portugal, la falta de medios hizo que el rey se mostrase proclive a iniciar una negociación con Portugal utilizando como mediadora a Inglaterra (aliada de los lusos por cuestiones económicas y matrimoniales), a pesar de ser consciente de la ayuda que ésta prestaba al rebelde luso. Será el marqués de Toral el elegido para negociar con el embajador inglés Fanshaw un acuerdo entre España e Inglaterra que incluiría tratar una posible tregua con Portugal además de liberar a su segundo hijo, Anielo de Guzmán y Carafa, que había sido apresado en la Batalla de Ameixial en 1663. En diciembre de 1664 Fanshaw fue convocado a una conferencia secreta en el Palacio del Buen Retiro para tratar con Ramiro un nuevo tratado hispano-inglés y el ajuste de Felipe IV con Portugal. Como resultado de esta entrevista, el 3 de enero de 1665, Felipe IV autorizó a Fanshaw a mantener correo directo con Lisboa. La vuelta, ese mismo año, del conde de Peñaranda de su estancia como virrey en Nápoles y la animadversión de Felipe IV hacia los deseos de entendimiento con los Braganza acabaron por alejar a Ramiro Núñez del favor real, por lo que su nombre no se incluyó entre los cinco miembros que compondrían la Junta de Gobierno a la muerte del Rey en 1665 debiendo haber asesorado a la reina Mariana de Austria en su regencia durante la minoría de edad del rey Carlos II. De esta manera las negociaciones seguirán su curso hasta la firma definitiva de la paz en 1668 (Tratado de Lisboa) y será Inglaterra la encargada de mediar en las diferentes propuestas, ya que España no estaba dispuesta a negociar de forma directa con un reino rebelde.
En estos años, además, Ramiro se había convertido en uno de los mayores representantes de la llamada facción "imperial" o "austríaca", es decir, aquellos que propugnaban una política tendente a un acercamiento al Imperio, en contraposición con la facción "española", encabezada por el conde de Castrillo, que defendía una alianza con los franco-holandeses. Este hecho hizo que el emperador Leopoldo I otorgara a Medina de las Torres el nombramiento de procurador imperial para su matrimonio con la infanta Margarita como muestra de la estima que le profesaba como miembro de honor de su red de influencia en la corte de Madrid.
El apartamiento del fallecido Felipe IV  hizo que se iniciase un período "melancólico" en su carrera política que daría fin en el año 1668 con su muerte.

## Matrimonios y descendencia
- En primeras nupcias con María de Guzmán y Zúñiga (1609-1626), marquesa de Heliche. Hija de Gaspar de Guzmán y Pimentel, conde-duque de Olivares y de Inés de Zúñiga y Velasco. María murió de un mal parto del que nació una hija muerta.
- En segundas nupcias con Anna Carafa (1607-1644), princesa de Stigliano. Hija de Antonio Carafa, duque de Rocca Mondragone, y de Elena Aldobrandini. De este matrimonio nacieron tres hijos:
  - Nicolás María de Guzmán y Caraffa (†1689), tercer marqués de Toral y segundo duque de Medina de las Torres.
  - Anielo de Guzmán y Caraffa (†1677), que casó en Madrid (San Ginés) el 13 de febrero de 1664[5] con Leonor de Moura y de Aragón (m. 1706), III condesa de Lumiares, IV marquesa de Castel-Rodrigo y II duquesa de Nochera; sin sucesión. Fue virrey interino de Sicilia (1676-1677).
  - Domingo de Guzmán y Caraffa (†Génova, 1689), el 22 de mayo de 1664 mató en un duelo a Gaspar de Mendoza y Moscoso, V marqués de Almazán, por lo que tuvo que huir a Italia.
- En terceras nupcias con Catalina Vélez Ladrón de Guevara (†1684), novena condesa de Oñate. Hija de Iñigo Vélez Ladrón de Guevara, octavo conde de Oñate y de Antonia Manrique de la Cerda. De este matrimonio nació una hija:
  - Mariana de Guzmán y Vélez Ladrón de Guevara (†1723), cuarta marquesa de Toral y tercera duquesa de Medina de las Torres. Casada con Juan Clarós Pérez de Guzmán y Fernández de Córdoba, XI duque de Medina Sidonia.
- Además de estos matrimonios, Ramiro tuvo numerosos escarceos amorosos, entre los que cabe destacar los habidos con la actriz María Inés Calderón conocida como La Calderona, madre de Juan José de Austria y a quien, debido a su parecido físico, las malas lenguas atribuían su paternidad.

## Mecenas y coleccionista
Durante su etapa como virrey de Nápoles (1636-1644) importó numerosas obras de arte para Felipe IV, como el Martirio de san Felipe, de Ribera (Museo del Prado, Madrid), pero también fue formando una pequeña colección de pinturas de apenas sesenta y seis piezas pero de elevada categoría. Fue, además, uno de los más importantes mecenas de il Spagnoletto, ampliamente representado en su inventario.
Elemento destacable de su colección es la fuerte presencia de pintura de carácter profano, al modo de fábulas o mitologías de gran carga erótica, probablemente realizada por pintores italianos. La pintura flamenca también está representada con obras de El Bosco, Martin de Vos y Pieter Brueghel el Viejo (El Triunfo de la Muerte, ahora en el Prado). Por otra parte, destaca la falta de interés por la pintura española, contemporánea o anterior.

## Títulos, órdenes y empleos
Títulos
- Señor de la Casa de Guzmán.
- Príncipe consorte de Stigliano
- Marqués de Piadena y Toral.
- Duque de  Medina de las Torres, Mondragón, Sabbioneta y Traeto.
- Conde de Aliano, Carinola, Colle, Fondi, Valle del Porma, Satriano y Valdoré
- Señor de Aviados, Boñar, los Cilleros, Tiano y Valle del Curueño

Órdenes
- Caballero de la Orden de Calatrava
- Comendador de Valdepeñas y Corral-Rubio de la Orden de Calatrava.

Empleos
- Sumiller de Corps.
- Gran canciller de las Indias.
- Tesorero general de la Corona de Aragón.
- Capitán de los Cien Continuos de la guardia de la Persona Real.
- Castellano de Castel Nuovo de Nápoles.
- Virrey, Lugarteniente y Capitán General del Reino de Nápoles (1637 - 1644)

| Predecesor: Gabriel Núñez de Guzmán    | Marqués de Toral hasta 1668               | Sucesor: Nicolás María de Guzmán y Caraffa |
| Predecesor: Gaspar de Guzmán y Acevedo | Duque de Medina de las Torres 1626 - 1668 | Sucesor: Nicolás María de Guzmán y Caraffa |
| Predecesor: Manuel de Acevedo y Zúñiga | Virrey de Nápoles 1637 - 1644             | Sucesor: Juan Alfonso Enríquez de Cabrera  |

## Antepasados
| \| \| \| \| \| \| \| \| \| \| \| \| \| \| \| \| \| \| \| \| 16. Ramiro Núñez de Guzmán, VI señor de Toral y Aviados \| \| \| \| \| \| \| \| \| \| \| \| \| \| \| \| \| \| \| \| \| \| \| \| \| \| \| \| \| \| \| \| \| \| \| \| \| \| \| \| \| \| \| \| \| \| \| \| \| \| \| \| \| \| 8. Gonzalo Núñez de Guzmán y Quiñones, VII señor de Toral y Aviados \| \| \| \| \| \| \| \| \| \| \| \| \| \| \| \| \| \| \| \| \| \| \| \| \| \| \| \| \| \| \| \| \| \| \| \| \| \| \| \| \| \| \| \| \| \| \| \| \| \| \| \| \| \| 17. Juana de Quiñones \| \| \| \| \| \| \| \| \| \| \| \| \| \| \| \| \| \| \| \| \| \| \| \| \| \| \| \| \| \| \| \| \| \| \| \| \| \| \| \| \| \| \| \| \| \| \| \| \| \| \| \| \| \| 4. Gonzalo Núñez de Guzmán y Acuña, VIII señor de Toral y Aviados \| \| \| \| \| \| \| \| \| \| \| \| \| \| \| \| \| \| \| \| \| \| \| \| \| \| \| \| \| \| \| \| \| \| \| \| \| \| \| \| \| \| \| \| \| \| \| \| \| \| \| \| \| \| 18. Juan de Acuña, III señor de Pajares \| \| \| \| \| \| \| \| \| \| \| \| \| \| \| \| \| \| \| \| \| \| \| \| \| \| \| \| \| \| \| \| \| \| \| \| \| \| \| \| \| \| \| \| \| \| \| \| \| \| \| \| \| \| 9. Isabel de Acuña y de la Calle Rojas, señora de Requena \| \| \| \| \| \| \| \| \| \| \| \| \| \| \| \| \| \| \| \| \| \| \| \| \| \| \| \| \| \| \| \| \| \| \| \| \| \| \| \| \| \| \| \| \| \| \| \| \| \| \| \| \| \| 19. Ana María de La Calle Rojas, señora de Requena \| \| \| \| \| \| \| \| \| \| \| \| \| \| \| \| \| \| \| \| \| \| \| \| \| \| \| \| \| \| \| \| \| \| \| \| \| \| \| \| \| \| \| \| \| \| \| \| \| \| \| \| \| \| 2. Gabriel Núñez de Guzmán y Guzmán, I marqués de Toral \| \| \| \| \| \| \| \| \| \| \| \| \| \| \| \| \| \| \| \| \| \| \| \| \| \| \| \| \| \| \| \| \| \| \| \| \| \| \| \| \| \| \| \| \| \| \| \| \| \| \| \| \| \| 20. Ramiro Núñez de Guzmán, VI señor de Guzmán y Aviados (= 16) \| \| \| \| \| \| \| \| \| \| \| \| \| \| \| \| \| \| \| \| \| \| \| \| \| \| \| \| \| \| \| \| \| \| \| \| \| \| \| \| \| \| \| \| \| \| \| \| \| \| \| \| \| \| 10. Martín de Guzmán y Quiñones, I señor de Montealegre \| \| \| \| \| \| \| \| \| \| \| \| \| \| \| \| \| \| \| \| \| \| \| \| \| \| \| \| \| \| \| \| \| \| \| \| \| \| \| \| \| \| \| \| \| \| \| \| \| \| \| \| \| \| 21. Juana de Quiñones (= 17) \| \| \| \| \| \| \| \| \| \| \| \| \| \| \| \| \| \| \| \| \| \| \| \| \| \| \| \| \| \| \| \| \| \| \| \| \| \| \| \| \| \| \| \| \| \| \| \| \| \| \| \| \| \| 5. Juana de Guzmán y Schaumburg \| \| \| \| \| \| \| \| \| \| \| \| \| \| \| \| \| \| \| \| \| \| \| \| \| \| \| \| \| \| \| \| \| \| \| \| \| \| \| \| \| \| \| \| \| \| \| \| \| \| \| \| \| \| 22. Hieronymus von Schaumburg \| \| \| \| \| \| \| \| \| \| \| \| \| \| \| \| \| \| \| \| \| \| \| \| \| \| \| \| \| \| \| \| \| \| \| \| \| \| \| \| \| \| \| \| \| \| \| \| \| \| \| \| \| \| 11. Anna von Schaumburg \| \| \| \| \| \| \| \| \| \| \| \| \| \| \| \| \| \| \| \| \| \| \| \| \| \| \| \| \| \| \| \| \| \| \| \| \| \| \| \| \| \| \| \| \| \| \| \| \| \| \| \| \| \| 23. Brigitta von Lain \| \| \| \| \| \| \| \| \| \| \| \| \| \| \| \| \| \| \| \| \| \| \| \| \| \| \| \| \| \| \| \| \| \| \| \| \| \| \| \| \| \| \| \| \| \| \| \| \| \| \| \| \| \| 1. Ramiro Felípez Núñez de Guzmán y Guzmán \| \| \| \| \| \| \| \| \| \| \| \| \| \| \| \| \| \| \| \| \| \| \| \| \| \| \| \| \| \| \| \| \| \| \| \| \| \| \| \| \| \| \| \| \| \| \| \| \| \| \| \| \| \| 24. Ramiro Núñez de Guzmán, VI señor de Guzmán y Aviados (= 16) \| \| \| \| \| \| \| \| \| \| \| \| \| \| \| \| \| \| \| \| \| \| \| \| \| \| \| \| \| \| \| \| \| \| \| \| \| \| \| \| \| \| \| \| \| \| \| \| \| \| \| \| \| \| 12. Martín de Guzmán y Quiñones, I señor de Montealegre (= 10) \| \| \| \| \| \| \| \| \| \| \| \| \| \| \| \| \| \| \| \| \| \| \| \| \| \| \| \| \| \| \| \| \| \| \| \| \| \| \| \| \| \| \| \| \| \| \| \| \| \| \| \| \| \| 25. Juana de Quiñones (= 17) \| \| \| \| \| \| \| \| \| \| \| \| \| \| \| \| \| \| \| \| \| \| \| \| \| \| \| \| \| \| \| \| \| \| \| \| \| \| \| \| \| \| \| \| \| \| \| \| \| \| \| \| \| \| 6. Ramiro Núñez de Guzmán, II señor de Montealegre y Meneses \| \| \| \| \| \| \| \| \| \| \| \| \| \| \| \| \| \| \| \| \| \| \| \| \| \| \| \| \| \| \| \| \| \| \| \| \| \| \| \| \| \| \| \| \| \| \| \| \| \| \| \| \| \| 26. Hieronymus von Schaumburg (= 22) \| \| \| \| \| \| \| \| \| \| \| \| \| \| \| \| \| \| \| \| \| \| \| \| \| \| \| \| \| \| \| \| \| \| \| \| \| \| \| \| \| \| \| \| \| \| \| \| \| \| \| \| \| \| 13. Anna von Schaumburg (= 11) \| \| \| \| \| \| \| \| \| \| \| \| \| \| \| \| \| \| \| \| \| \| \| \| \| \| \| \| \| \| \| \| \| \| \| \| \| \| \| \| \| \| \| \| \| \| \| \| \| \| \| \| \| \| 27. Brigitta von Lain (= 23) \| \| \| \| \| \| \| \| \| \| \| \| \| \| \| \| \| \| \| \| \| \| \| \| \| \| \| \| \| \| \| \| \| \| \| \| \| \| \| \| \| \| \| \| \| \| \| \| \| \| \| \| \| \| 3. Francisca de Guzmán y Rojas \| \| \| \| \| \| \| \| \| \| \| \| \| \| \| \| \| \| \| \| \| \| \| \| \| \| \| \| \| \| \| \| \| \| \| \| \| \| \| \| \| \| \| \| \| \| \| \| \| \| \| \| \| \| 20. Ramiro Núñez de Guzmán, VI señor de Guzmán y Aviados (= 16) \| \| \| \| \| \| \| \| \| \| \| \| \| \| \| \| \| \| \| \| \| \| \| \| \| \| \| \| \| \| \| \| \| \| \| \| \| \| \| \| \| \| \| \| \| \| \| \| \| \| \| \| \| \| 14. Gonzalo Núñez de Guzmán y Quiñones, VII señor de Toral y Aviados (= 8) \| \| \| \| \| \| \| \| \| \| \| \| \| \| \| \| \| \| \| \| \| \| \| \| \| \| \| \| \| \| \| \| \| \| \| \| \| \| \| \| \| \| \| \| \| \| \| \| \| \| \| \| \| \| 21. Juana de Quiñones (= 17) \| \| \| \| \| \| \| \| \| \| \| \| \| \| \| \| \| \| \| \| \| \| \| \| \| \| \| \| \| \| \| \| \| \| \| \| \| \| \| \| \| \| \| \| \| \| \| \| \| \| \| \| \| \| 7. Mariana de Rojas y Guzmán \| \| \| \| \| \| \| \| \| \| \| \| \| \| \| \| \| \| \| \| \| \| \| \| \| \| \| \| \| \| \| \| \| \| \| \| \| \| \| \| \| \| \| \| \| \| \| \| \| \| \| \| \| \| 30. Juan de Acuña, III señor de Pajares (= 30) \| \| \| \| \| \| \| \| \| \| \| \| \| \| \| \| \| \| \| \| \| \| \| \| \| \| \| \| \| \| \| \| \| \| \| \| \| \| \| \| \| \| \| \| \| \| \| \| \| \| \| \| \| \| 15. Isabel de Acuña y de la Calle Rojas, señora de Requena (= 9) \| \| \| \| \| \| \| \| \| \| \| \| \| \| \| \| \| \| \| \| \| \| \| \| \| \| \| \| \| \| \| \| \| \| \| \| \| \| \| \| \| \| \| \| \| \| \| \| \| \| \| \| \| \| 31. Ana María de La Calle Rojas, señora de Requena (= 31) \| \| \| \| \| \| \| \| \| \| \| \| \| \| \| \| \| \| \| \| \| \| \| \| \| \| \| \| \| \| \| \| \| \| \| \| \| \| \| \| \| \| \| \| \| \| \| \| \| \| \| \| |                                                                            |  |  |  |  |  |  |  |  |  |  |  |  |  |  |  |
| |                                                                            |  |  |  |  |  |  |  |  |  |  |  |  |  |  |  |
| | 16. Ramiro Núñez de Guzmán, VI señor de Toral y Aviados                    |  |  |  |  |  |  |  |  |  |  |  |  |  |  |  |
| |                                                                            |  |  |  |  |  |  |  |  |  |  |  |  |  |  |  |
| |                                                                            |  |  |  |  |  |  |  |  |  |  |  |  |  |  |  |
| | 8. Gonzalo Núñez de Guzmán y Quiñones, VII señor de Toral y Aviados        |  |  |  |  |  |  |  |  |  |  |  |  |  |  |  |
| |                                                                            |  |  |  |  |  |  |  |  |  |  |  |  |  |  |  |
| |                                                                            |  |  |  |  |  |  |  |  |  |  |  |  |  |  |  |
| | 17. Juana de Quiñones                                                      |  |  |  |  |  |  |  |  |  |  |  |  |  |  |  |
| |                                                                            |  |  |  |  |  |  |  |  |  |  |  |  |  |  |  |
| |                                                                            |  |  |  |  |  |  |  |  |  |  |  |  |  |  |  |
| | 4. Gonzalo Núñez de Guzmán y Acuña, VIII señor de Toral y Aviados          |  |  |  |  |  |  |  |  |  |  |  |  |  |  |  |
| |                                                                            |  |  |  |  |  |  |  |  |  |  |  |  |  |  |  |
| |                                                                            |  |  |  |  |  |  |  |  |  |  |  |  |  |  |  |
| | 18. Juan de Acuña, III señor de Pajares                                    |  |  |  |  |  |  |  |  |  |  |  |  |  |  |  |
| |                                                                            |  |  |  |  |  |  |  |  |  |  |  |  |  |  |  |
| |                                                                            |  |  |  |  |  |  |  |  |  |  |  |  |  |  |  |
| | 9. Isabel de Acuña y de la Calle Rojas, señora de Requena                  |  |  |  |  |  |  |  |  |  |  |  |  |  |  |  |
| |                                                                            |  |  |  |  |  |  |  |  |  |  |  |  |  |  |  |
| |                                                                            |  |  |  |  |  |  |  |  |  |  |  |  |  |  |  |
| | 19. Ana María de La Calle Rojas, señora de Requena                         |  |  |  |  |  |  |  |  |  |  |  |  |  |  |  |
| |                                                                            |  |  |  |  |  |  |  |  |  |  |  |  |  |  |  |
| |                                                                            |  |  |  |  |  |  |  |  |  |  |  |  |  |  |  |
| | 2. Gabriel Núñez de Guzmán y Guzmán, I marqués de Toral                    |  |  |  |  |  |  |  |  |  |  |  |  |  |  |  |
| |                                                                            |  |  |  |  |  |  |  |  |  |  |  |  |  |  |  |
| |                                                                            |  |  |  |  |  |  |  |  |  |  |  |  |  |  |  |
| | 20. Ramiro Núñez de Guzmán, VI señor de Guzmán y Aviados (= 16)            |  |  |  |  |  |  |  |  |  |  |  |  |  |  |  |
| |                                                                            |  |  |  |  |  |  |  |  |  |  |  |  |  |  |  |
| |                                                                            |  |  |  |  |  |  |  |  |  |  |  |  |  |  |  |
| | 10. Martín de Guzmán y Quiñones, I señor de Montealegre                    |  |  |  |  |  |  |  |  |  |  |  |  |  |  |  |
| |                                                                            |  |  |  |  |  |  |  |  |  |  |  |  |  |  |  |
| |                                                                            |  |  |  |  |  |  |  |  |  |  |  |  |  |  |  |
| | 21. Juana de Quiñones (= 17)                                               |  |  |  |  |  |  |  |  |  |  |  |  |  |  |  |
| |                                                                            |  |  |  |  |  |  |  |  |  |  |  |  |  |  |  |
| |                                                                            |  |  |  |  |  |  |  |  |  |  |  |  |  |  |  |
| | 5. Juana de Guzmán y Schaumburg                                            |  |  |  |  |  |  |  |  |  |  |  |  |  |  |  |
| |                                                                            |  |  |  |  |  |  |  |  |  |  |  |  |  |  |  |
| |                                                                            |  |  |  |  |  |  |  |  |  |  |  |  |  |  |  |
| | 22. Hieronymus von Schaumburg                                              |  |  |  |  |  |  |  |  |  |  |  |  |  |  |  |
| |                                                                            |  |  |  |  |  |  |  |  |  |  |  |  |  |  |  |
| |                                                                            |  |  |  |  |  |  |  |  |  |  |  |  |  |  |  |
| | 11. Anna von Schaumburg                                                    |  |  |  |  |  |  |  |  |  |  |  |  |  |  |  |
| |                                                                            |  |  |  |  |  |  |  |  |  |  |  |  |  |  |  |
| |                                                                            |  |  |  |  |  |  |  |  |  |  |  |  |  |  |  |
| | 23. Brigitta von Lain                                                      |  |  |  |  |  |  |  |  |  |  |  |  |  |  |  |
| |                                                                            |  |  |  |  |  |  |  |  |  |  |  |  |  |  |  |
| |                                                                            |  |  |  |  |  |  |  |  |  |  |  |  |  |  |  |
| | 1. Ramiro Felípez Núñez de Guzmán y Guzmán                                 |  |  |  |  |  |  |  |  |  |  |  |  |  |  |  |
| |                                                                            |  |  |  |  |  |  |  |  |  |  |  |  |  |  |  |
| |                                                                            |  |  |  |  |  |  |  |  |  |  |  |  |  |  |  |
| | 24. Ramiro Núñez de Guzmán, VI señor de Guzmán y Aviados (= 16)            |  |  |  |  |  |  |  |  |  |  |  |  |  |  |  |
| |                                                                            |  |  |  |  |  |  |  |  |  |  |  |  |  |  |  |
| |                                                                            |  |  |  |  |  |  |  |  |  |  |  |  |  |  |  |
| | 12. Martín de Guzmán y Quiñones, I señor de Montealegre (= 10)             |  |  |  |  |  |  |  |  |  |  |  |  |  |  |  |
| |                                                                            |  |  |  |  |  |  |  |  |  |  |  |  |  |  |  |
| |                                                                            |  |  |  |  |  |  |  |  |  |  |  |  |  |  |  |
| | 25. Juana de Quiñones (= 17)                                               |  |  |  |  |  |  |  |  |  |  |  |  |  |  |  |
| |                                                                            |  |  |  |  |  |  |  |  |  |  |  |  |  |  |  |
| |                                                                            |  |  |  |  |  |  |  |  |  |  |  |  |  |  |  |
| | 6. Ramiro Núñez de Guzmán, II señor de Montealegre y Meneses               |  |  |  |  |  |  |  |  |  |  |  |  |  |  |  |
| |                                                                            |  |  |  |  |  |  |  |  |  |  |  |  |  |  |  |
| |                                                                            |  |  |  |  |  |  |  |  |  |  |  |  |  |  |  |
| | 26. Hieronymus von Schaumburg (= 22)                                       |  |  |  |  |  |  |  |  |  |  |  |  |  |  |  |
| |                                                                            |  |  |  |  |  |  |  |  |  |  |  |  |  |  |  |
| |                                                                            |  |  |  |  |  |  |  |  |  |  |  |  |  |  |  |
| | 13. Anna von Schaumburg (= 11)                                             |  |  |  |  |  |  |  |  |  |  |  |  |  |  |  |
| |                                                                            |  |  |  |  |  |  |  |  |  |  |  |  |  |  |  |
| |                                                                            |  |  |  |  |  |  |  |  |  |  |  |  |  |  |  |
| | 27. Brigitta von Lain (= 23)                                               |  |  |  |  |  |  |  |  |  |  |  |  |  |  |  |
| |                                                                            |  |  |  |  |  |  |  |  |  |  |  |  |  |  |  |
| |                                                                            |  |  |  |  |  |  |  |  |  |  |  |  |  |  |  |
| | 3. Francisca de Guzmán y Rojas                                             |  |  |  |  |  |  |  |  |  |  |  |  |  |  |  |
| |                                                                            |  |  |  |  |  |  |  |  |  |  |  |  |  |  |  |
| |                                                                            |  |  |  |  |  |  |  |  |  |  |  |  |  |  |  |
| | 20. Ramiro Núñez de Guzmán, VI señor de Guzmán y Aviados (= 16)            |  |  |  |  |  |  |  |  |  |  |  |  |  |  |  |
| |                                                                            |  |  |  |  |  |  |  |  |  |  |  |  |  |  |  |
| |                                                                            |  |  |  |  |  |  |  |  |  |  |  |  |  |  |  |
| | 14. Gonzalo Núñez de Guzmán y Quiñones, VII señor de Toral y Aviados (= 8) |  |  |  |  |  |  |  |  |  |  |  |  |  |  |  |
| |                                                                            |  |  |  |  |  |  |  |  |  |  |  |  |  |  |  |
| |                                                                            |  |  |  |  |  |  |  |  |  |  |  |  |  |  |  |
| | 21. Juana de Quiñones (= 17)                                               |  |  |  |  |  |  |  |  |  |  |  |  |  |  |  |
| |                                                                            |  |  |  |  |  |  |  |  |  |  |  |  |  |  |  |
| |                                                                            |  |  |  |  |  |  |  |  |  |  |  |  |  |  |  |
| | 7. Mariana de Rojas y Guzmán                                               |  |  |  |  |  |  |  |  |  |  |  |  |  |  |  |
| |                                                                            |  |  |  |  |  |  |  |  |  |  |  |  |  |  |  |
| |                                                                            |  |  |  |  |  |  |  |  |  |  |  |  |  |  |  |
| | 30. Juan de Acuña, III señor de Pajares (= 30)                             |  |  |  |  |  |  |  |  |  |  |  |  |  |  |  |
| |                                                                            |  |  |  |  |  |  |  |  |  |  |  |  |  |  |  |
| |                                                                            |  |  |  |  |  |  |  |  |  |  |  |  |  |  |  |
| | 15. Isabel de Acuña y de la Calle Rojas, señora de Requena (= 9)           |  |  |  |  |  |  |  |  |  |  |  |  |  |  |  |
| |                                                                            |  |  |  |  |  |  |  |  |  |  |  |  |  |  |  |
| |                                                                            |  |  |  |  |  |  |  |  |  |  |  |  |  |  |  |
| | 31. Ana María de La Calle Rojas, señora de Requena (= 31)                  |  |  |  |  |  |  |  |  |  |  |  |  |  |  |  |
| |                                                                            |  |  |  |  |  |  |  |  |  |  |  |  |  |  |  |
| |                                                                            |  |  |  |  |  |  |  |  |  |  |  |  |  |  |  |